# Scooby-Doo! and the Legend of the Vampire
Scooby-Doo! and the Legend of the Vampire (no Brasil: Scooby-Doo! e a Lenda do Vampiro) é um filme de mistério e animação distribuído pela Warner Bros..

## Sinopse
Durante suas férias na Austrália, Scooby e a turma vão a um show em Vampire Rock, onde um malvado vampiro está sequestrando os músicos. Para solucionar esse mistério, toda turma precisa se disfarçar de músicos de uma banda.